# 박지원 연보
이 문서는 연암 박지원의 연보이다.

## 10대까지
1737년 음력 2월 5일
- 반남 박씨 박사유와 함평 이씨 사이 2남 2녀 중 막내로 태어났다.
  - 한양 서쪽 반송방(盤松坊) 야동(冶洞, 지금의 서울시 서대문 아현동쯤인 듯하다. 야동은 1850년대 방각본 고소설을 간행하던 곳이었다)에서 아버지 사유(師愈, 1703-1767)와 어머니 함평 이씨의 2남 2녀 중 막내로 2월 5일 축시에 출생.
- 휘는 지원, 자는 중미, 호는 연암이었다.
- 조부 필균(弼均)은 경기도 관찰사, 지돈녕 부사를 지냈으며 선조 때의 명신인 박소(朴紹) 이후 대단한 명문가였다.

1739년(3세)
- 형 희원 장가 들다. 형수는 이씨로 16세에 시집와서 어린 연암을 잘 돌보았다.
- 옛 사람의 편침(扁枕) 온피(溫被) 같은 것을 흉내내었다.

1741년(5세)
- 경기도 관찰사를 제수 받은 조부를 따라갔다가 한번 본 감영의 모양과 칸수를 말하였다.

1752년(16세)
- 관례를 올리고 유안재 이보천의 딸과 혼인했다. 장인 유안재에게 《맹자》를 배우고, 처숙인 홍문관 교리 이양천에게 문장 짓는 법을 배웠다. 연암이 ‘항우본기’를 모방하여 ‘이충무전’을 지었는데, 반고와 사마천과 같은 글 솜씨가 있다고 크게 칭찬받았다.

1754년(18세)
- 우울증으로 고생했다. 사람들을 청해 재미있는 이야기를 들으면서 우울증을 고쳐 보고자 했다. ‘민옹전’에 나오는 민유신을 만난 것도 이 무렵이다.
- 거지 광문의 이야기로 ‘광문자전’을 썼다.

1755년(19세)
- 연암의 학문을 지도했던 영목당 이양천이 40세의 나이로 별세했다. 연암은 그의 죽음을 애도하여 ‘제영목당이공문(祭榮木堂李公文)’을 지었다.

## 20대
1756년(20세)
- 김이소, 황승원, 홍문영, 이희천, 한문홍 들과 북한산 봉원사 등을 찾아다니며 공부했다. 봉원사에서 윤영을 만나서 허생의 이야기를 전해 들었다.
- 이 무렵 <마장전>과 <예덕선생전>을 지었다.

1757년(21세)
- 시정의 기이한 인물이나 사건을 듣고 ‘방경각외전’을 썼다.
- 불면증과 우울증이 깊어졌다.

1759년(23세)
- 어머니 함평 이씨가 59세의 나이로 죽었다.
- ｢독례통고(讀禮通考, 북학파 인사들의 관심을 모은 책)｣를 초(抄)하였다.
- 후일 이종목(李鍾穆)에게 출가한 큰딸이 태어났다.

1760년(24세)
- 할아버지 박필균이 76세의 나이로 죽었다. 조부는 노론을 지지했던 선비로, 사간원정언, 경기관찰사, 예조참판, 공조참판 등을 지내고 지돈녕부사에까지 이르렀다. 조부의 신중한 처신과 청렴한 생활은 연암에게도 큰 영향을 끼쳤다.

1761년(25세)
- 북한산에서 독서에 매진하였는데 이때 수염이 은백이 되었다고 한다.
- 산사나 강가, 정자를 떠돌며 김이소(金履素) 등 10여 명과 과거 공부에 힘썼다.
- 단릉 처사 이윤영(李胤永)에게 주역을 배웠고 이 해에 홍대용(洪大容)을 만났다.
- 성균관 시험을 치러 들어가서는 고목이나 노송 등만 그려 놓아 과거에 뜻이 없음을 보였다.

1764년(28세)
- 효종이 북벌 때 쓰라고 송시열에게 하사했다는 초구를 구경하고 ‘초구기(貂汨記)’를 썼다.
- <양반전>과 <서광문전후>를 지었다.

1765년(29세)
- 벗 김이중(金履中, 1736-1793)이 나귀를 팔아 마련해준 돈으로 가을에 유언호, 신광온 등과 금강산을 유람하였다. 삼일포, 사선정 등 금강산 일대를 두루 돌아보고, ‘총석정 해돋이〔叢石亭觀日出〕’를 썼다. 이 글은 《열하일기》에도 수록되어 있다. 판서 홍상한이 이 작품을 격찬했다고 한다.
- <김신선전>을 지었다.
- 홍대용이 작은아버지 홍억의 수행원으로 연행을 하였다(12월 27일 북경 도착, 다음 해 5월 2일 귀향).

## 30대
1766년(30세)
- 장남 종의가 태어났다.
- 홍대용이 중국 문인들과 나눈 필담을 정리한 ‘건정동회우록(乾淨隙會友錄)’의 서문을 썼다. 홍대용과 중국 사람들의 우정을 예찬하고, 청을 무조건 배격하는 사람들을 비판하는 내용이다.[2]

1767년(31세)
- 아버지 박사유가 65세의 나이로 죽었다. 장지 문제로 녹천 이유 집안과 시비가 벌어졌다. 이 일로 상대방의 편을 들어 상소를 올렸던 이상지가 스스로 관직에서 물러난 것을 보고 이때부터 연암도 스스로 벼슬길을 단념하였다.
- 삼청동에 있는 무신 이장오의 별장에 세를 얻어 살기 시작했다.
- <우상전>, <역학대도전>, <봉산학자전>을 지었다.

1768년(32세)
- 백탑 근처로 이사해 이덕무, 이서구, 서상수, 유금, 유득공 등과 가까이 지냈다.
- 박제가(朴齊家), 이서구(李書九)가 제자로 입문하였다.

1769년(33세)
- 이서구가 쓴 문집인 녹천관집(綠天館集)의 서문‘옛 사람을 모방해서야〔綠天館集序〕’를 썼다.

1770년(34세)
- 감시의 양장에서 모두 일등으로 뽑혔다. 입궐하여 영조에게 극찬을 받았다. 많은 이들이 박지원을 급제시켜 공을 세우려 했으나, 회시에 응하지 않았고 응시하더라도 시권을 제출하지 않거나 아예 노송과 괴석을 그려 제출하여 벼슬할 뜻이 없음을 밝혔다. 이후 다시는 과거를 보지 않았고 술을 많이 마시게 되었다.
- 벗들과 북한산의 대은암에 놀러가 시와 문장을 주고받은 것을 기록한 ‘의인과 소인배[大隱菴唱酬詩序]’를 썼다.

1771년(35세)
- 큰누님 박씨가 43세로 돌아가셨다. 누님의 죽음을 슬퍼하면서 ‘백자증정부인박씨묘지명(伯姉贈貞夫人朴氏墓誌銘)’을 썼다.
- 이덕무, 백동수 등과 송도, 평양을 거쳐 천마산, 묘향산, 속리산, 가야산, 단양 등 명승지를 두루 유람했고, 황해도 금천 연암골을 보고는 몹시 좋아했다.
- 장지 문제 발생하여 이상지(李商芝, 1729-1799)와 크게 다투었다.

1772년(36세)
- 식솔들을 광릉 석마향(石馬鄕, 지금의 경기도 성남시 분당 일대)에 있는 처가로 보내고 서울 전의감동에 혼자 살기 시작했다. 가까이 지내던 홍대용, 정철조, 이서구, 이덕무, 박제가, 유득공 등 여러 벗들과 더욱 친하게 사귀었다.
- 이서구가 ‘하야방우기(夏夜訪友記)’를 쓰자 ‘사흘째 끼니를 거르고〔酬素玩亭夏夜訪友記〕’를 써서, 소탈하게 지내던 자신의 생활을 그려 보였다.
- 삼종질 박종덕의 아들 수수가 29세로 죽자, ‘족손증홍문정자박군묘지명(族孫贈弘文正字朴君墓誌銘)’을 썼다.
- 벗들에게 보낸 편지를 모아 ‘영대정잉묵映帶亭刷墨’을 펴고, 스스로 서문을 썼다.
- 박제가의 문집 《초정집(楚亭集)》에 법고창신의 문학론을 담아 서문을 썼다.[3]

1773년(37세)
- 유등곡, 이덕무와 서도를 유람했다. 허생의 이야기를 해 주었던 윤영을 또 만났다.

1774년(38세)
- 송나라 이당의 그림 ‘장하강사(長夏江寺)’가 조선에 들어온 내력을 기록한 ‘제이당화(題李唐畵)’를 썼다.

## 40대
1776년(40세)
- 북학파의 문집인 '한객건연집'이 출간되었다. 이 책은 조선후기 북학파 실학자 이덕무,유득공, 박제가, 이서구 등 4명의 시를 모아 엮은 책이다. 중국인 이조원이 ‘사가지시(四家之詩)’라 하여 ‘사가시집(四家詩集)’으로 더 유명하였다.

1777년(41세)
- 장인 이보천이 64세의 나이로 죽었다. 장인을 추모하는 글 ‘제외구처사유안재이공문(祭外舅處士遺安齋李公文)’을 썼다.

1778년(42세)
- 사은진주사 일원으로 북경으로 떠나는 이덕무와 박제가를 전송했다.
- 가난한 집안 살림을 도맡아 왔던 형수 이씨가 55세로 돌아가셨다.
- 서울 생활을 청산하고 홍국영의 견제를 피해 연암골에 은둔하였다.[4]초가삼간을 장만하고 손수 뽕나무도 심었다. 형수의 유해를 연암으로 옮기고 ‘백수공인이씨묘지명伯嫂恭人李氏墓誌銘’을 썼다.
- 유언호가 연암에 왔다가 만나지 못하고 그냥 돌아간 뒤 유언호에게 편지 ‘웃음의 말[答兪士京書]’을 썼고, 왕이 내린 귤첩을 보내준 데 대한 감사로 ‘사유수송혜내선이귤첩謝留守送惠內宣二橘帖’을 써서 보냈다.
- 유언호의 도움으로 개성 금학동에 있는 양호맹의 별장에 머물면서 이행작, 이현겸, 양상회, 한석호 들을 가르쳤다. 이 무렵 연암을 찾아온 유언호와 젊은 날 금강산을 유람한 일을 두고 나눈 이야기를 기록하여 ‘내가 하나 더 있어서[琴鶴洞別墅小集記]’를 썼다. 금학동 별장 안에 있는 만휴당에 붙인 글 ‘늘그막에 휴식하는 즐거움[晩休堂記]’을 썼다.
- 다시 연암골로 돌아왔다. 개성에서 만난 유생들이 따라와서 글을 배웠다. 이 무렵의 생활은 ‘산중지일서시이생山中至日書示李生’에 잘 담겨 있다.

1779년(43세)
- 이덕무, 박제가, 유득공이 규장각 검서로 발탁되었다. 이 무렵에 쓴 ‘답홍덕보서答洪德保書’ 세 통은 홍대용에게 연암골 생활을 전하고, 세 사람이 기용된 것을 축하한 편지들이다.[5]

1780년(44세)
- 홍국영이 실각하자 서울로 돌아와 처남 이재성의 집에 머물렀다. 삼종형인 금성도위 박명원을 따라 북경으로 갔다. 5월에 떠나 6월에 압록강을 건넜고, 8월에 북경에 들어갔다가 열하에 들러 다시 북경으로 돌아와 10월에 귀국하였다. 돌아오자마자 《열하일기》를 쓰기 시작했다. 연암은 <열하일기> <산장잡기> ‘후지(後識)’에서 “평생토록 괴이함을 봄에 열하에 있을 때를 능가한 적이 없었다(平生詭異之觀 無逾在熱河之時)”라고 그 놀라움을 적었다.
- 둘째 아들 종채가 태어났다.
- <허생전>, <호질>을 짓다.

1781년(45세)
- 당시 영천 군수로 있던 홍대용은 얼룩소 2마리, 공책 20권, 돈 200민(緡) 등을 보내면서 연암의 <열하일기> 저술을 격려해주었다.
- 박제가가 쓴 《북학의北學議》에 서문을 썼다.[6]
- 친구 정철조가 죽어 그를 위해 ｢제정석치문(祭鄭石癡文)｣을 지었다.

1783년(47세)
- 연암에게 글을 배우던 박경유의 처가 남편을 따라 죽자, ‘열부이씨정려음기烈婦李氏旌閭陰記’를 썼다.
- 벗이었던 담헌 홍대용이 53세로 죽었다. 손수 염을 하고, 담헌이 중국에서 만난 벗 손유의에게 부고를 전했다. ‘나의 벗 홍대용[洪德保墓誌銘]’을 썼다. 이 충격으로 이후 연암은 음악을 끊었다.
- 《열하일기》의 첫 편 ‘압록강을 건너서〔渡江錄〕’의 머리말을 썼다.

## 50대
1786년(50세)
- 7월 유언호가 천거하여 선공감역에 임명되었다.
- 연암이 음보(蔭補)로 처음 출사하자 노론 벽파의 실력자 심환지(沈煥之), 정일환(鄭日煥) 등이 찾아와 자파로 끌어 들이려 했으나 연암은 그때마다 해학적인 말로 쫓아내었다.

1787년(51세)
- 부인 전주 이씨가 51세로 죽었다. 부인의 상을 당하여 이를 애도한 절구 20수를 지었다하나 전하지 않는다. 박지원은 그 뒤로 죽 혼자 지냈다.[7]
- 큰형 희원이 58세로 죽었다. 연암골에 있는 형수의 무덤에 합장했다. 형을 보내면서 쓴 시 ‘연암에서 돌아간 형님을 생각하고[燕巖億先兄]’를 보고, 이덕무가 눈물을 흘렸다 한다.
- <송자대전> 편수에 참여하다. 연암은 우암 송시열의 편지 중 윤휴의 일을 논한 대목에 전아(典雅)하지 못한 칭위(稱謂)가 있어 한두 자를 삭제할 것을 건의했으나 받아들여지지 않아 개탄한다.

1788년(52세)
- 부인이 죽은 지 1년 만에 맏며느리 덕수 이씨가 전염병으로 죽었다. 장남 종의도 위독했으나 회생했다. 끼니를 끓여 줄 사람이 없어 주위에서 다시 처를 얻으라고 했으나, 듣지 않았다.
- 종제 박수원이 선산부사로 나가 있는 동안 계산동 집을 빌렸다.
- 선공감 제조인 서유린이 자문감 일을 함께 하면서 대궐의 춘장대를 보수해야 했는데, 연암이 벽돌을 구워 쓰는 것이 견고하고 비용도 줄일 수 있다고 제안하여 중국 제도에 따라 가마를 제작하고, 벽돌 크기도 중국의 제도를 따랐다. 《열하일기》에 쓴 그대로 하여 비용을 절감했으나 그때는 쓰지 못했고, 후에 수원성을 축조할 때 이 방법을 사용해 성을 쌓았다.

1789년(53세)
- 평시서주부로 승진했다.
- 문하생 최진관의 아버지가 돌아가시자 ‘치암최옹묘갈명癡菴崔翁墓碣銘’을 지어 주었고, 개성의 선비 김형백이 죽자 ‘취묵와김군묘갈명醉默窩金君墓碣銘’을 써서 죽음을 애도하였다.
- 가을에 공무의 여가를 얻어 다시 연암골로 들어갔다.

1790년(54세)
- 삼종형 박명원이 66세로 돌아가셨다. 누구보다 연암의 뛰어난 재질을 아끼고 사랑했던 형이었다. 박지원은 ‘삼종형금성위증시충희공묘지명三從兄錦城尉贈諡忠僖公墓誌銘’을 썼다.
- 사복시주부로 전보되었으나, 사퇴하였다.
- 사헌부감찰로 전보되었으나, 사퇴하였다.
- 제릉령에 임명되자 한가로운 곳에서 마음대로 독서하고 저술할 수 있게 된 것을 기뻐했다. 연암골 가까이에서 일하게 되어 일에서 벗어나면 연암골에서 하루 이틀 소요하였다. 말단 벼슬아치로 유유자적 지내는 모습을 ‘재거齋居’란 시로 썼다.

1791년(55세)
- 한성부판관에 임명되었다.[8]
- 모함을 받아 강등되어 겨울에는 안의현감으로 부임했다.

1792년(56세)
- 1월, 임지 안의에 도착. 안의는 거창현과 함양군을 이웃에 두고 있었으며 당시 인구는 5천여 호였다.[9]
- 현감으로 있는 동안 현풍 사람 유복재를 죽인 범인에 대해 논한 ‘답순사논현풍현살옥원범오록서答巡使論玄風縣殺獄元犯誤錄書’와 밀양 사람 김귀삼 살인 사건을 논한 ‘김귀삼의 살인 사건[答巡使論密陽金貴三疑獄書]’과 함양 사람 장수원의 살인 사건을 논한 ‘장수원의 강간 미수 사건[答巡使論咸陽張水元疑獄書]’과 밀양 사람 윤양준의 살인 사건을 논한 ‘답순사논밀양의옥서答巡使論密陽疑獄書’와 함양 사람 조판열의 죽음을 논한 ‘답순사논함양옥서答巡使論咸陽獄書’ 들을 썼다.
- 삼종질 박종악이 우의정에 임명되자 취임을 축하하면서 ‘천하 사람의 근심을 앞질러 근심하시오[賀三從姪宗岳拜相因論寺奴書]’를 썼고, 벗 김이소가 우의정에 임명되자 ‘화폐가 흔한가 귀한가[賀金右相履素書]’를 써서 축하했다. 이 편지에는 화폐 유통을 바로잡고 은이 나라 밖으로 나가는 것을 막는 것에 대한 의견을 썼다.
- 문체반정의 바람이 서서히 일기 시작했다.

1793년(57세)
- 《열하일기》로 잘못된 문체를 퍼뜨린 잘못을 속죄하라는 정조의 하교를 받고, ‘답남직각공철서答南直閣公轍書’를 썼다. 임금의 문책을 받은 처지로 새로 글을 지어 잘못을 덮으려 하는 것은 오히려 누가 되는 일이라는 내용이었다.
- 벗 이덕무가 53세로 죽었다. 정조가 이덕무의 행장을 짓도록 하여 ‘형암 행장炯菴行狀’을 썼다. 이덕무의 유고집을 내었다.
- 흉년이 들자 자기 녹봉을 덜어 백성을 구했다. 공진 설치를 거절하는 ‘답순사론진정서答巡使論賑政書’와 다른 고을 수령들과 굶주린 백성을 구하는 길에 대해 의논한 ‘굶주린 백성이 살 길[答丹城縣監李侯論賑政書]’와 ‘나는 껄껄 선생이라오[答大邱判官李侯論賑政書]’를 썼다.
- 벽돌을 구워 관아에 새로 정각들을 지었다. 이때 ‘백척오동각을 지어 놓고[百尺梧桐閣記]’, ‘연암의 제비가 중국에서 공작새를 보았다[孔雀館記]’, ‘아침 연꽃, 새벽 댓잎[荷風竹露堂記]’ 들을 지었다. 고을 아전들이 전에 있던 현감 곽준의 제사를 지내는 일을 칭찬한 ‘곽공을 제사 지내며[安義縣縣司祀郭侯記]’, 거창읍 이술원에게 정려가 내린 일을 기록한 ‘충신증대사헌이공술원정려음기忠臣贈大司憲李公述原旌閭陰記’ 들도 이 무렵에 썼다.
- 지나친 수절 풍습을 비판한 ‘열녀 함양 박씨전 병서烈女咸陽朴氏傳幷序’를 썼다.
- 계속 유한준의 모함을 받았다.

1794년(58세)
- 아전들이 포탈한 곡식을 원래대로 채워, 창고에 곡식을 10만 휘나 쌓아 두게 되었는데, 호조판서가 그것을 팔 것을 제안하나 수입이 생길 것을 꺼려 곡식을 다른 고을로 옮겨 버렸다.
- 함양군수의 부탁으로 학사루를 수축한 전말을 기록한 ‘천년 전의 최치원을 기리며[咸陽郡學士樓記]’를 썼고, 함양군에 새로 지은 학교 흥학재에 부치는 ‘흥학재를 지은 뜻[咸陽郡興學齋記]’도 썼다.
- 장남 종의가 성균시(成均試)에 응시하려 하자, 이서구가 성균관장으로 있다고 편지를 보내 응시하지 못하게 하였다.

1795년(59세)
- ‘보름날 해인사에서 기다릴 것이니[海印寺唱酬詩序]’를 썼고, 장편시 ‘해인사海印寺’도 썼다.
- 전라감사 이서구가 천주교를 비호한다고 유배를 가자 ‘답이감사적중서答李監司謫中書’를 보내 위로했다.
- 차남 종채가 혼인하였다.

## 60대
1796년(60세)
- 안의현 백성들이 송덕비를 세우려 하자 자기 뜻을 몰라서 하는 일이라며 크게 꾸짖고, 세우지 못하게 했다.
- 안의현감 임기가 끝나 서울로 돌아왔다. 종로구 계동에 벽돌을 사용하여 계산초당을 지었다. 아들 박종채가 머물렀고, 손자 박규수가 이곳에서 태어났다.
- 제용감주부에 임명되었다가 의금부도사로 전보되었다.
- 벗 유언호가 67세로 죽었다.

1797년(61세)
- 7월, 면천군수에 임명되자 임금을 알현하게 되었고, 이때 문체에 대한 이야기를 다시 나누었다. 정조의 명령으로 ‘서이방익사書李邦翼事’라는 글을 쓰게 됐다.
- 충청감사와 불화를 겪고 있을 때 ‘답공주판관김응지서答公州判官金應之書’를 썼다.[10]

1798년(62세)
- 연암이 있던 면천군에 천주교가 성행했으나, 천주교도들을 크게 벌하지 않고 기회를 주어 방면했다.

1799년(63세)
- 봄에 흉년이 들자, 안의에서 했던 것처럼 봉록을 덜어 백성을 구휼했다.
- 농서 《과농소초課農小抄》를 썼다. ‘부자들의 토지를 나누어 주어라[限民名田議]’가 부록으로 붙어 있는데, 중국에 갔을 때 본 것들과 조선에 시행할 수 있는 것들을 묶어 14권의 책으로 엮었다. 정조가 이 책을 보고 농서대전을 박지원에게 편찬케 해야겠다는 말을 하였다.

1800년(64세)
- 6월에 정조가 승하했다.
- 8월에 양양부사로 승진했다.

1801년(65세)
- 봄에 양양부사를 그만두고 서울로 왔다.
- 신유박해가 일어났다.

1802년(66세)
- 겨울, 아버지의 묘를 포천으로 이장하려다가 유한준이 방해하여 좌절되었다. 유한준은 평소 연암에게 유감을 갖고 있어 《열하일기》에 대해 ‘오랑캐의 연호를 쓴 책’이라며 비방을 일삼았던 사람이다.[11]

1805년(69세)
- 박지원은 10월 20일, 가회방 재동 집의 사랑에서 69세 나이에 죽었다. 홍대용이 그랬던 것처럼 반함하지 말고, 다만 깨끗하게 씻어 달라고만 유언을 남겼다.

## 사후
1826년
- 둘째 아들 박종채가 부친의 언행을 기록한 《과정록》을 완성했다.
- (1831년에는 《과정록》을 보완하였다.)

1900년
- 김택영이 편찬한 <연암집>이 간행되었다.

1901년
- 김택영이 편찬한 <연암속집>이 간행되었다.

1911년
- 조선광문회에서 편찬한 <연암외집 열하일기 전全>이 간행되었다. 《열하일기》가 따로 출판된 것은 이것이 처음이었다.

1917년
- 김택영이 망명지 중국에서 〈연암집〉과 〈연암속집〉을 합해서 <중편 박연암 선생 문집>을 간행했다.

1921년
- 김택영이 조선 시대 한문학자들의 좋은 글을 묶어서 《여한십가문초》를 냈는데, 그 안에 박지원의 글이 많이 들어 있었다.

1932년
- 박영철이 돈을 대어 <연암집>이 간행되었다. 전부 17권 6책을 대동 인쇄소에서 인간하였다.

1942년
- 같은 이름을 가진 동명이인 박지원으로 환생.

```
 신뢰가 깊지 않다.
```

1955년
- 북의 국립출판사에서 《열하일기 상》을 출판했다. 중권은 1956년, 하권은 1957년에 간행했다.

1959년
- 북의 국립문학예술서적출판사에서 《열하일기 상》을 출판했다. 하권은 1960년에 간행했다.

1967년
- 남의 민족문화추진회가 이가원이 옮긴 《열하일기》를 펴냈다. 1987년에 한 번 더 인쇄했다.

1983년
- 남의 박영사가 윤재영이 옮긴 《열하일기》를 펴냈다.

1991년
- 북의 문예출판사에서 《박지원 작품집 1》을 〈조선고전문학선집〉 제66권으로 간행했다. 이 책은 보리 출판사가 《나는 껄껄 선생이라오》(겨레고전문학선집 4)라는 제목으로 펴낸다.

1995년
- 북의 문예출판사에서 《박지원 작품집 2》가 〈조선고전문학선집〉 제67권으로 나왔다. 이 책은 보리 출판사가 《열하일기 상》(겨레고전문학선집 1)으로 펴낸다.

## 같이 보기
- 박지원
- 열하일기